# Schloss Brunzelwaldau

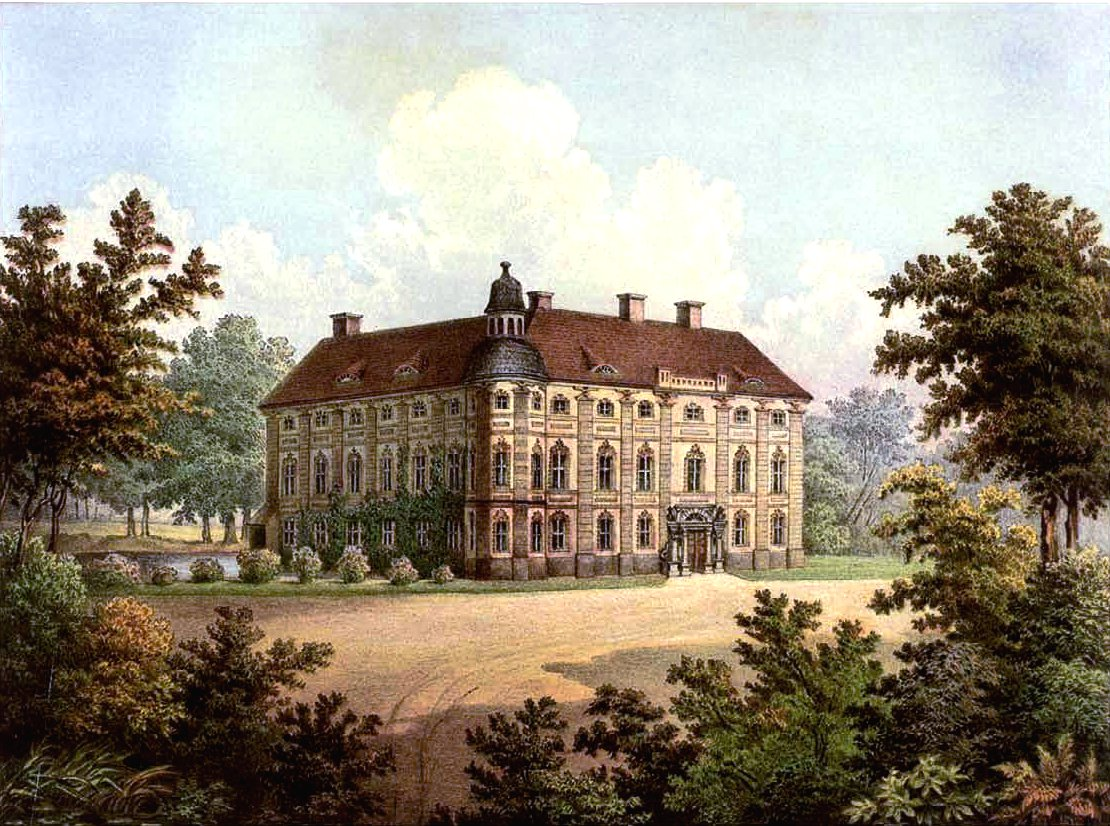
Schloss Brunzelwaldau um 1860, Sammlung Alexander Duncker

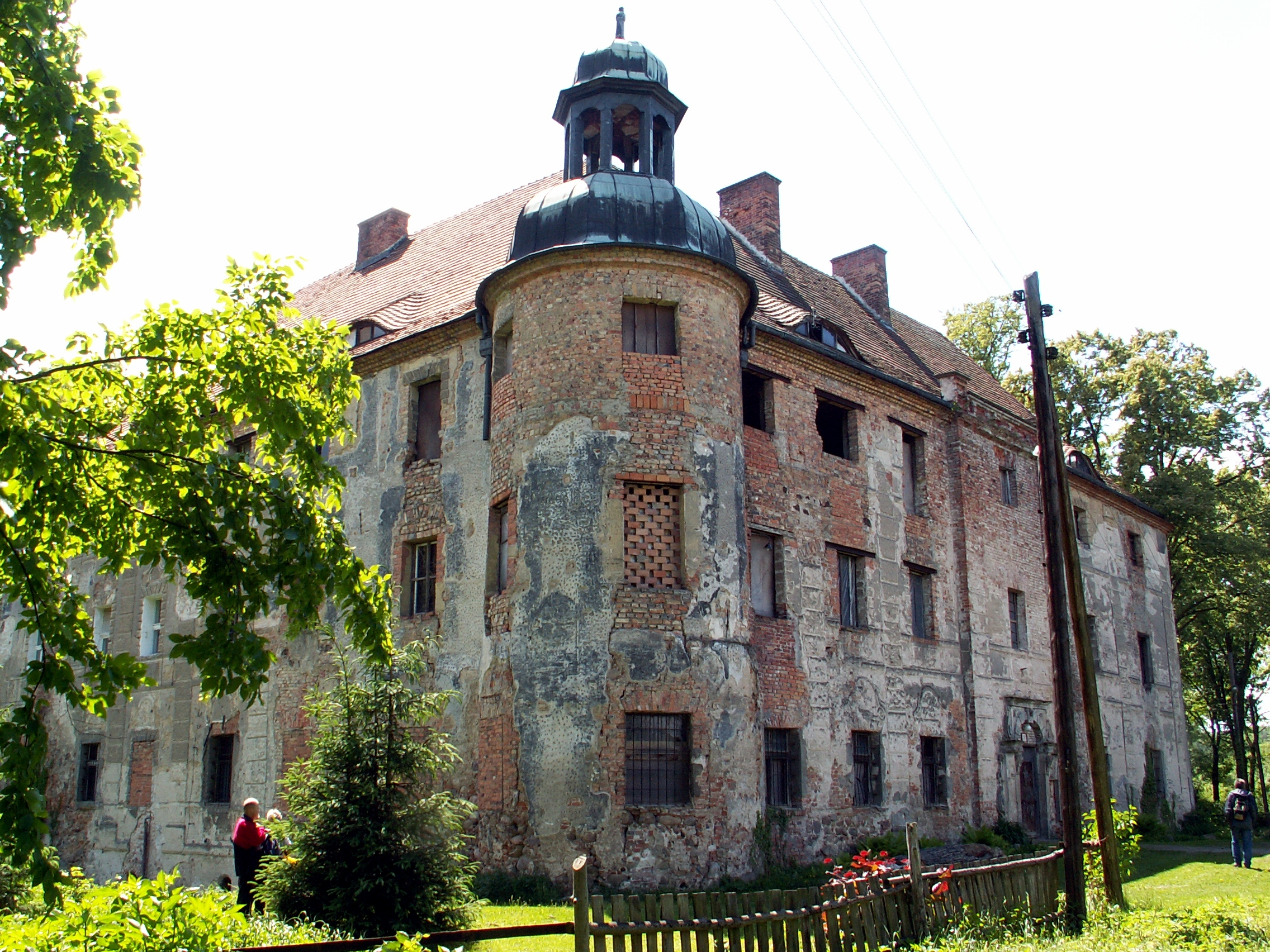
Schloss Brunzelwaldau

Schloss Brunzelwaldau (polnisch Zamek w Broniszowie) ist die Ruine eines Schlosses in Broniszów (deutsch: Brunzelwaldau) in der Stadt- und Landgemeinde Kożuchów (Freystadt) im Powiat Nowosolski der Woiwodschaft Lebus in Polen.

## Geschichte
Die Geschichte des Schlosses reicht zu einer ersten Befestigung des 13. Jahrhunderts zurück, die Bronislaus aus Beuthen errichten ließ. Nach 1570 gehörte das Gut den Herren von Kottwitz, die das Schloss mit L-förmigem Grundriss errichteten. Um 1600 wurde das Schloss aufgestockt und um einen Eckturm erweitert. 1606 wurden die Außenwände mit Sgraffiti dekoriert und bis Ende des Jahrhunderts barock überputzt. Ab 1731 gehörte es den Freiherren von Skronsky, die ein Spital nahe dem Schloss stifteten. Im Jahr 1839 erwarb August Freiherr von Tschammer und Quaritz das Schloss und fügte neobarocke Bauelemente zum Ensemble hinzu.
In den 1950er Jahren wurde das Schloss als Lagerhaus der landwirtschaftlichen Produktionsgenossenschaft PGR genutzt, seit 2010 wird es restauriert.